# Ex quo Ecclesiam
Ex quo Ecclesiam è una enciclica di papa Pio VII, datata 24 maggio 1800, e pubblicata dalla chiesa del monastero di San Giorgio Maggiore a Venezia.
Papa Pio VI era morto prigioniero in Francia, e Pio VII, a causa delle difficili condizioni in cui si svolse il conclave della sua elezione, non poté né indire né celebrare il Giubileo dell'anno 1800. Tuttavia il nuovo Pontefice, con questa enciclica, in sostituzione del regolare Giubileo, concedeva per due settimane l'indulgenza plenaria e la remissione dei peccati a quanti avessero compiuto determinate pratiche di pietà.